# 공주 마곡사 대광보전
공주 마곡사 대광보전(公州 麻谷寺 大光寶殿)은 대한민국 충청남도 공주시 사곡면 마곡사로 966, 마곡사 (운암리)에 있는 조선 후기의 목조건물이다.. 1984년 11월 30일 대한민국의 보물 제802호로 지정되었다.

## 개요
정면 5칸, 측면 3칸으로 구성된 다포계 양식의 단층 팔작지붕의 건물이다. 자연석 더미 기단 위에 세웠으며, 기둥에는 뚜렷한 배흘림이 보이고, 개구부는 앞면 5칸과 측면 앞칸에만 두었다. 1787년에 만들어졌으며, 세조가 김시습을 만나기 위해 타고 온 어가가 보관되어 있다.

## 현지 안내문
대웅보전과 함께 마곡사의 본전이다.
원래의 건물은 임진왜란(1592년) 때 불타 없어졌는데, 1823년(순조 13년)에 다시 지었다. 건물 안 바닥에는 참나무로 만든 돗자리가 깔려 있고, 그 위에 비로자나불이 모셔져 있으며, 부처님이 서쪽에서 동쪽을 보고 있는 것이 특이하다. 건축양식은 외관이 장대하면서도 화려한 특징을 갖는 다포식이며, 건물의 양쪽엔 다양한 무늬의 꽃살 무늬의 문을 달았다.
건물 내부의 화려한 공간 구성과 함께 조선 후기 건축물의 특징을 잘 보여주는 훌륭한 전통 목조건물이다.

## 같이 보기
- 마곡사

## 참고 자료
- 공주 마곡사 대광보전 (公州 麻谷寺 大光寶殿) - 국가유산청 국가유산포털